# Curtis Aiken
Curtis Aiken Sr. es un jugador de baloncesto universitario retirado estadounidense que actualmente es analista de radio del equipo de baloncesto masculino de los Pittsburgh Panthers. Fue dos veces capitán en Pitt, anotó 1200 puntos para el equipo y mantuvo el récord de porcentaje de tiros de campo en una temporada de la escuela durante algunos años.
Antes de la universidad, Aiken jugó para Bennett High School y anteriormente ostentaba el récord de puntaje de una temporada de la Asociación Atlética de Escuelas Secundarias Públicas del Estado de Nueva York (NYPHSAA), el récord de puntaje de carrera de las Escuelas Públicas de Buffalo (BPS) y el Oeste de Nueva York (disputado), así como el récord de puntuación de un solo juego de las escuelas públicas de BPS y el condado de Erie, Nueva York.

## Escuela secundaria
Cuando era joven, Aiken asistía regularmente a Masten Boys & Girls Clubs of America en Buffalo. Fue criado por su abuela Marion en el East Side y quería ser boxeador hasta que asistió a un campamento de baloncesto en el club Boys & Girls a los 10 años.
En la división escolar (menores de 17 años) de los Empire State Games de 1982, Aiken llevó al equipo West New York a la medalla de oro con una victoria de 115-109 en tiempo extra sobre la ciudad de Nueva York. En el juego final, cuando Pearl Washington estableció un récord de puntuación de un solo juego de la división escolar de 45 puntos para la ciudad de Nueva York, Aiken lideró a West con 43 puntos. Esta fue la primera vez que West ganó el oro en baloncesto en la división escolar de esta competencia.
El 8 de febrero de 1983, Aiken rompió el récord de puntuación de todos los tiempos de la carrera de BPS de Ray Hall (1794) con una actuación de 37 puntos para Bennett High School contra Buffalo Academy for Visual and Performing Arts que elevó su total a 1809. El total de 924 en una sola temporada de Aiken en 1982-1983 fue un récord de NYPHSAA que elevó el total de su carrera a 2,162 (disputado). Cinco años más tarde, Christian Laettner se convirtió en el segundo jugador de secundaria del oeste de Nueva York en lograr 2000 puntos en su carrera (2066). El 17 de febrero de 1989, David Edwards eclipsó el récord de una temporada de Aiken con un total de 947 (disputado) en una derrota en los playoffs (su juego número 23) antes de que Marcus Whitfield alcanzara los 958 en su juego número 21, una victoria en los playoffs para Burgard Vocational High School el 18 de febrero en Amherst Central High School. La actuación de 45 puntos también eclipsó el total de carrera de BPS de Aiken, moviendo el récord a 2,189. Bennett ganó los Campeonatos Estatales NYPHSAA Clase B de 1983 en el Centro Cívico de Glens Falls sobre la Escuela Secundaria Católica John S. Burke 88-61. Era solo la segunda vez que una escuela del oeste de Nueva York ganaba un campeonato estatal de escuelas públicas. Ese año, Aiken fue nombrado jugador de baloncesto masculino del año en el oeste de Nueva York por The Buffalo News. También repitió como primer equipo la selección All-Western New York. Ese año fue co-Jugador del año del estado de Nueva York de todas las clases (con Russell Pierre) por la Asociación de Escritores Deportivos del Estado de Nueva York.
A pesar de las cifras en la prensa, el libro de récords de la NYPHSAA no incluye a Aiken entre los que tienen al menos 2041 puntos en su carrera (el total más bajo entre los líderes en puntos en su carrera) y no incluye a Edwards entre los que tienen al menos 910 puntos en una temporada. Sí incluye el rendimiento de 65 puntos de Aiken en la temporada sénior, que parece haber sido el quinto más alto en la historia del estado en ese momento. El desempeño de 65 puntos se enumeró debajo del desempeño de 70 puntos de 1968-69 de Don Hurlburt de Hinsdale Central School, lo que significa que fue un récord de BPS y de una escuela pública del condado de Erie, que se mantuvo hasta que Robert Robinson totalizó 67 cinco temporadas más tarde para Emerson Vocational High School, pero no un registro de escuela pública del oeste de Nueva York en ese momento.
Aiken fue miembro del cuarto equipo Parade All-American en 1983. Aiken anotó 13 puntos en el décimo McDonald's Capital Classic anual del 1 de abril de 1983 en el Capital Center, que no debe confundirse con el sexto McDonald's All-American Boys Game anual del 9 de abril de 1983 en el Omni Coliseum. En el Capital Classic, Aiken jugó para el equipo All-Stars de EE. UU. (patrocinado por McDonald) que incluía a James Blackmon Sr., Keith Gatlin, Joe Wolf, Barry Sumpter, Mike Smith, Corey Gaines, Darryl Thomas, Greg Koubek y Winston Bennett. En el Festival Nacional de Deportes (más tarde llamado Festival Olímpico de los Estados Unidos) de 1983 estuvo en el equipo del Este, que incluía a Washington, Walter Berry, Kenny Smith y Dallas Comegys que vencieron al equipo del sur dirigido por Kenny Green el 28 de junio. En el 3.er Juego Anual de Estrellas de Baloncesto Senior de Pearl Street College en Waterbury, Connecticut, Muggsy Bogues (31 puntos) y Vince Johnson (34 puntos) fueron co-jugadores más valiosos para el equipo ganador del Oeste. Aiken registró 50 puntos para el Este. También fue seleccionado para el juego anual de baloncesto de estrellas del Dapper Dan Club junto con los guardias Bogues, Washington, Antoine Joubert y Steve Alford para el equipo de EE. UU..

### Reclutamiento
El 4 de marzo de 1983, Aiken eligió Kansas sobre sus otros finalistas Michigan State, Syracuse y West Virginia, citando las habilidades de enseñanza del entrenador asistente Jo Jo White como su razón principal. El 21 de marzo, Kansas despidió al entrenador en jefe Ted Owens después de 19 temporadas. Se especuló que White podría reemplazar a Owens. El 7 de abril, Kansas contrató a Larry Brown, lo que provocó que Aiken reabriera su reclutamiento. Según The New York Times, Brown hizo una visita fallida a su casa con sus principales asistentes antes del día de la firma del 13 de abril cuando firmó su Carta Nacional de Intención con Pitt. El 13 de abril, Kansas anunció que retendrían a White y Bob Hill. Según The Oklahoman, Aiken había exigido que White fuera retenido como asistente y no fue anunciado dentro de los 5 días posteriores al anuncio de contratación de Brown. Cuando anunciaron que volverían a contratar a White, ya era demasiado tarde. Más tarde, White fue despedido por diferencias filosóficas y no terminó sirviendo como entrenador asistente de los Kansas Jayhawks de 1983-84. Aunque Roy Chipman fue el entrenador en jefe de Pitt, se dijo que sus asistentes Seth Greenberg (1980-83) y John Calipari (1985-1988) merecían el crédito por reclutar éxitos de esa época, incluido Aiken.

## Universitaria
Aiken anotó 1200 puntos en su carrera y se desempeñó como dos veces capitán de Pitt (1985-86, 1986-87).
Cuando Aiken llegó a Pitt, se esperaba mucho. Fue seleccionado en el primer equipo All-rookie de la pretemporada de 1983-84 del Big East junto con las selecciones unánimes de Washington y Reggie Williams, así como de Michael Graham y Willie Glass. El segundo equipo incluía a Mark Jackson y Harold Jensen, entre otros. Aiken fue comparado con Don Hennon como un emocionante cortometraje Pitt Panther. Los Panthers de 1983-84 solo ganaron uno de sus primeros 8 juegos de conferencia.
Aiken lideró al equipo de 1984-85 en asistencias (4,2) y robos (1,6). Para la temporada 1985-86 lideró al equipo en porcentaje de tiros de campo del 56,9%. Este porcentaje fue un récord escolar de una sola temporada (mínimo 5 FGA /Juego) que se mantuvo durante tres años hasta que Brian Shorter obtuvo el 60% para el equipo de 1988-89. Aiken obtuvo el primero de dos MVP de torneos de temporada en su carrera para ese equipo en diciembre de 1985. Fue MVP del Torneo Clásico Sugar Bowl en Nueva Orleans cuando el equipo derrotó a Texas A&M y Louisiana-Lafayette. Charles Smith lo acompañó en el equipo del torneo. El 3 de enero, Aiken fue cambiado a su posición natural de escolta.
En la división abierta de los juegos Empire State de 1986, Aikens y el Oeste se conformaron con la plata contra la ciudad de Nueva York después de perder 97-94 a pesar de los 31 puntos de Aiken, quien anotó 12 de los últimos 14 puntos del Oeste. La ciudad de Nueva York fue liderada por 15 puntos y 9 asistencias de Jackson y 20 puntos de Derrick Chievous.
Para la temporada de baloncesto masculino de la División I de la NCAA de 1986-87, se introdujo el gol de campo de tres puntos. Todos los entrenadores de Big East pensaron que el experimento era una locura, aunque jugadores como Jackson y Billy Donovan estaban de acuerdo con la idea. En su último año en el equipo de 1986-87, Aiken lideró a Pitt en porcentaje de tiros de tres puntos (39,3%). Obtuvo el MVP del torneo Rainbow Classic de diciembre de 1986 en Honolulu. Lideró al equipo a las victorias sobre Kansas, Arkansas y Wisconsin y Jerome Lane y Smith se unieron al equipo del torneo. Aiken tuvo el récord de su carrera con 37 puntos contra Arkansas el 29 de diciembre. Obtuvo el premio Big East Player of the Week el 4 de enero de 1987 por este esfuerzo. Para la temporada, Pitt ganó su primer campeonato de temporada regular de Big East.

## Carrera
Aiken trabajó para Coca-Cola después de la universidad hasta al menos 2002. También tuvo varios emprendimientos comerciales. Aiken se unió a Dick Groat como segundo comentarista de color en la transmisión de Pitt Panther en 2010 y cuando Groat no pudo asistir a los juegos fuera de casa en 2017, Aiken se convirtió en el único comentarista de color para los juegos fuera de casa. La guía de medios de baloncesto de Pitt de 2022-23 acredita la temporada 2022-23 de los Pittsburgh Panthers como la 13.ª junto a Bill Hillgrove como analista de color para el baloncesto de Pitt en sus afiliados de la red de radiodifusión y en la radio satelital SiriusXM. El contrato de Groat no se renovó en 2019. Cuando Aiken se incorporó por primera vez en 2010, solo era un comentarista de color contribuyente para los juegos en casa. Antes de su tiempo como analista de color en la cadena de transmisión Pitt Panther con Hillgrove, Aiken se desempeñó como comentarista de color para el locutor Jeff Hathhorn en los juegos que no son de conferencia de Pitt que se transmiten en ACC Network Extra, una plataforma en línea a través de ESPN.
En 2002, fue incluido en el Salón de la Fama de la Escuela Secundaria Bennett junto a Bob Lanier en la clase inaugural. Aiken fue incluido en el Salón de la Fama del Deporte de Greater Buffalo en 2011.
Aiken fue seleccionado para el equipo centenario de 15 hombres de los Pitt Panthers de 2006. Aiken fue la tercera selección (detrás de Bob Lanier y Laettner) para el primer equipo masculino del All-Western New York del 50 aniversario de 2009 por The Buffalo News por su carrera en la escuela secundaria.

## Vida personal
Tiene una hija llamada Alexis. Alexis fue una comprometida con la Universidad de Indiana de Pensilvania      de la clase de 2011p ara jugar para los IUP Crimson Hawks. Curtis Aiken Jr., quien jugó cuatro años en Pitt (2018-22) obtuvo una carta universitaria para los Pitt Panthers 2019-20. La madre de su hijo también fue a la Universidad de Pittsburgh. A 1997, tenía un cuñado llamado Charles Stanfield que jugaba baloncesto para la Academia Preparatoria Holy Cross y el equipo de baloncesto de Duquesne Dukes. En ese momento, su esposa era la hermana de Charles, Adrian.

## Citas al pie
1. 1 2  «Sports Briefs» (en inglés). United Press International. 10 de febrero de 1983. Consultado el 31 de marzo de 2023. «Bennett High School guard Curtis Aiken hit an 18-foot jumper in a game against Performing Arts School Tuesday which put him in the Buffalo schoolboy basketball record book. The shot by the 5-11 senior raised his career point total to 1,796, breaking the former record of 1,794 held by former McKinley High School guard Ray Hall, currently at Canisius College.»
2. 1 2  Harrington, Mike (2 de febrero de 1989). «WHITFIELD POINTS TO GLENS FALLS». The Buffalo News (en inglés). Consultado el 31 de marzo de 2023. «The 6-foot-2 senior guard...will join Bennett's Curtis Aiken, the former Pitt star, and Nichols' Christian Laettner, a freshman at Duke, as Western New York's only 2,000-point scorers. Aiken had 2,162, Laettner 2,066.»
3. 1 2 3  «BOYS BASKETBALL: Record Books» (en inglés). NYPHSAA. Consultado el 31 de marzo de 2023.
4. ↑  «Masten Boys & Girls Club alumni return to dedicate basketball court». Tribune Content Agency Regional News (en inglés). The Buffalo News. 14 de agosto de 2016. Consultado el 3 de abril de 2023.
5. ↑  «Aiken puts in work to become success story». Tribune Content Agency Regional News (en inglés). The Buffalo News. 8 de octubre de 2011. Consultado el 3 de abil de 2023.
6. ↑  «3 City Fives Take Empire Games Titles». The New York Times (en inglés). 16 de agosto de 1982. Consultado el 1 de abril de 2023.
7. 1 2 3  «Curtis Aiken» (en inglés). Bennett Alumni Association. Archivado desde el original el 30 de marzo de 2023. Consultado el 1 de abril de 2023.
8. 1 2  «Edwards Sets Record, But Cardozo Wins: [CITY Edition]». Newsday (en inglés). 18 de febrero de 1989. Consultado el 3 de abril de 2023.
9. ↑  Harrington, Mike (19 de febrero de 1989). «WHITFIELD SCORES 45 POINTS FOR WNY-RECORD 2,189». The Buffalo News (en inglés). Consultado el 31 de marzo de 2023.
10. ↑  «NYSPHSAA Boys Basketball State Tournament History». NYPHSAA.org (en inglés). Archivado desde el original el 4 de abril de 2023. Consultado el 3 de abril de 2023.
11. 1 2  Dicesare, Bob (14 de febrero de 2009). «Talent overflowed in Eighties». The Buffalo News McClatchy - Tribune Business News (en inglés). Consultado el 8 de abril de 2023.
12. ↑  «WNY'S TOP PLAYERS, SCORERS». The Buffalo News (en inglés). 8 de abril de 1989. Consultado el 4 de abril de 2023.
13. ↑  Harrington, Mike (30 de abril de 1992). «EBERZ NAMED LARGE-SCHOOL PLAYER OF YEAR: [CITY Edition]». The Buffalo News (en inglés). Consultado el 27 de abril de 2023. «The 6-foot-7 [Eric Eberz] is the first Buffalo-area player to earn a large-school player of the year award since Bennett's Curtis Aiken shared the all-class nod in 1983 with North Babylon's Russell Pierre. The large-school award was split into separate Class A and B selections in 1988.»
14. ↑  Wilson, Allen (19 de abril de 1994). «O'HARA POINT GUARD COCHRANE GAINS STATE HONOR: [CITY Edition]». The Buffalo News (en inglés). Consultado el 27 de abril de 2023. «highlighting the all-state selections made by the New York State Sportswriters Association...Three other local players have won large-school awards. St. Joe's Eric Eberz, who helped Villanova win the National Invitation Tournament last month, was the top player in Class B in 1992. Bennett's Curtis Aiken shared the all-class nod in 1983 with North Babylon's Russell Pierre.»
15. ↑  «The four-team high school All-American team selected by Parade...» (en inglés). United Press International. 5 de marzo de 1983. Consultado el 31 de marzo de 2023.
16. ↑  O'Conner, John (30 de marzo de 1983). «Rutledge Gets a Dream Team». Richmond Times-Dispatch (en inglés). Consultado el 31 de marzo de 2023.
17. 1 2  «1983: CAPITAL ALL-STARS 118, U.S. ALL-STARS 116 2OT». The Capital Classic (en inglés). Consultado el 31 de marzo de 2023.
18. ↑  «Aiken Among 24 Seniors in U.S. Named For Game». The Buffalo News (en inglés). 24 de febrero de 1983. p. C-5. Consultado el 1 de abril de 2023 – vía Newspapers.com.
19. ↑  «7-2 Center Head's McDonald's Team». The Sumter Daily Item (en inglés). 17 de marzo de 1983. p. 1D. Consultado el 1 de abril de 2023 – vía Newspapers.com.
20. ↑  «McDonald's All-American all-time rosters» (en inglés). McDonald's. pp. 2, 3. Archivado desde el original el 31 de julio de 2021.
21. ↑  «The East basketball team, led by Dwayne Washington's 21...» (en inglés). United Press International. 29 de junio de 1983. Consultado el 31 de marzo de 2023.
22. ↑  «CONNECTICUT: [FINAL Edition]». USA Today (en inglés). 20 de abril de 1987. Consultado el 3 de abril de 2023.
23. ↑  McKee, Don (15 de abril de 1983). «IMPRESSIVE FRONT LINES ASIDE, GUARDS ARE ROUNDBALL KEYS». The Philadelphia Inquirer (en inglés). Consultado el 3 de abril de 2023.
24. ↑  «Sports Briefs» (en inglés). United Press International. 5 de marzo de 1983. Consultado el 31 de marzo de 2023.
25. ↑  «People in sports Firing of Owens costs Kansas one recruit, others may follow». The Providence Journal (en inglés). 22 de marzo de 1983. Consultado el 31 de marzo de 2023.
26. ↑  «NETS' BROWN GOES TO KANSAS». Miami Herald (en inglés). 8 de abril de 1983. Consultado el 31 de marzo de 2023.
27. ↑  «COLLEGE CHOICES OF PREP BASKETBALL STARS». Philadelphia Daily News (en inglés). 12 de abril de 1983. Consultado el 1 de bril de 2023.
28. ↑  «SPORTS PEOPLE; A Switch to Pitt». The New York Times (en inglés). 14 de abril de 1983. Consultado el 30 de marzo de 2023.
29. ↑  «GATORS DENY PELL RUMORS ONCE AGAIN». Miami Herald (en inglés). 13 de abril de 1983. Consultado el 31 de marzo de 2023.
30. ↑  Cowlishaw, Tim (14 de abril de 1983). «OU, OSU Get Basketball Recruiting Prizes». The Oklahoman (en inglés). Consultado el 31 de marzo de 2023.
31. ↑  «People in sports Brown fires Jo Jo White from Kan. staff». The Providence Journal (en inglés). 15 de julio de 1983. Consultado el 31 de marzo de 2023.
32. ↑  Smizik, Bob (22 de marzo de 2013). «PITT'S PROBLEM IS TALENT, NOT STRATEGY». Pittsburgh Post-Gazette (en inglés). Consultado el 3 de abril de 2023.
33. 1 2 3 4 5 6 7 8  «2022-23 Pitt Basketball Media Guide» (en inglés). Pittsburgh Panthers. 2022. Consultado el 31 de marzo de 2023.
34. ↑  Rich, Harold (11 de noviembre de 1983). «Georgetown picked as Big East best». The Providence Journal (en inglés). Consultado el 31 de marzo de 2023.
35. ↑  Visser, Lesley (5 de enero de 1984). «EAGLES PASS FIRST BIG EAST TEST». Boston Globe (en inglés). Consultado el 1 de abril de 2023. «But Pittsburgh then went into overdrive, chipping away at the lead with newfound jumpers from freshman Curtis Aiken (likely to be the most exciting small player at Pittsburgh since Don Hennon was an All-America in the late '50s)».
36. ↑  Rhoden, William C. (19 de febrero de 1984). «ST. JOHN'S BEATS PITT BY 65-62». The New York Times (en inglés). Consultado el 31 de marzo de 2023.
37. ↑  Rosner, Dave (4 de enero de 1986). «Redmen-Pitt: It's Pure Magic: [CITY Edition]». Newsday (en inglés). Consultado el 1 de abril de 2023.
38. ↑  Kazmier, Lisa (11 de agosto de 1986). «Again, An Open and Shut CaseNew York men's basketball team wins Empire gold: [CITY Edition]». Newsday (en inglés). Consultado el 1 de abril de 2023.
39. ↑  «2017–18 NCAA Men's Basketball Records, Page 4». 2017–18 NCAA Men's Basketball Media Guide (en inglés). National Collegiate Athletic Association. 2017. Consultado el 17 de febrero de 2018.
40. ↑  Visser, Lesley (6 de noviembre de 1986). «THE THREE-POINT BASKET A BIG FLOP IN BIG EAST: [THIRD Edition]». Boston Globe (en inglés). Consultado el 1 de abril de 2023.
41. ↑  «OHIO STATE, WISCONSIN WIN CLOSE ONES: [NATIONAL, C Edition]». Chicago Tribune (en inglés). 31 de diciembre de 1986. Consultado el 1 de abril de 2023.
42. ↑  Moushey, Bill (2 de agosto de 2000). «MORE MINORITY PACTS DUBIOUS AUTHORITY'S AWARDS FOR CONVENTION CENTER ARE QUESTIONED: [REGION Edition]». Pittsburgh Post-Gazette (en inglés). Consultado el 3 de abril de 2023. «SGS Group of Pittsburgh, owned by former University of Pittsburgh basketball players Curtis Aiken and Jason Matthews, will receive $3.4 million to supply steel and cable materials for Birdair. It is certified to supply steel but has no capacity to handle big steel in its Point Breeze warehouse or in its offices on Smithfield Street, Downtown.)».
43. ↑  Morrow, Christian (15 de enero de 2000). «MBE supplier contracts questioned: Commonly used practice called unethical». New Pittsburgh Courier (en inglés). Consultado el 3 de abril de 2023. «SGS Group, owned by former University of Pittsburgh basketball stars Jason Matthews and Curtis Aiken, was awarded a $1 million contract to supply concrete to PNC Park. There is no concrete factory near their office, at 650 Smithfield St., Downtown, and they do not own a factory elsewhere. The company leases warehouse space at Lexington Park in Point Breeze, but the space is empty except for a pile of road salt, according to the county's MBE office.)».
44. ↑  «Behind the scorers table at Petersen Events Center is a ... [Derived Headline]». Pittsburgh Post-Gazette (en inglés). 20 de diciembre de 2019. Consultado el 2 de abril de 2023. «In 1979, he began working with Hillgrove, where they forged a partnership that, by the time Groat's last season rolled around, made them the longest-tenured Division I men's basketball radio tandem. For the final nine of those 40 years, Aiken, a former Pitt standout, joined the two on the broadcasts and assumed the duty as the sole color commentator for road games in the final two of those seasons, when Groat no longer traveled (with the exception of two contests at Duke, when his alma mater honored him).»
45. ↑  Meyer, Craig (13 de marzo de 2019). «'It was a shock': Dick Groat leaving Pitt radio broadcasts after 40 years». Pittsburgh Post-Gazette (en inglés). Consultado el 2 de abril de 2023.
46. ↑  «BRIEF: Pitt announces radio partnerships for sports teams». McClatchy - Tribune Business News (en inglés). 16 de julio de 2010. Consultado el 3 de abril de 2023.
47. ↑  Meyer, Craig (30 de diciembre de 2018). «EX-PITT STAR PAGE TURNS INTO BROADCASTER FEELS RIGHT AT HOME AFTER PLAYING ON TEAM THAT OPENED UP PETERSEN EVENTS CENTER». Pittsburgh Post-Gazette (en inglés). Consultado el 2 de abril de 2023.
48. 1 2  Northrup, Milt (22 de septiembre de 2002). «LANIER'S LONG WALK LEADS BACK TO BENNETT». The Buffalo News (en inglés). Consultado el 31 de marzo de 2023.
49. ↑  Moritz, Amy (31 de agosto de 2011). «Buffalo's hoops legends encourage youths: CURTIS AIKEN: "I understood what it took to be the best."». The Buffalo News (en inglés). Consultado el 1 de abril de 2023.
50. ↑  «PITT CAN SAY IT'S ONE OF THE ELITE: [REGION Edition]». Pittsburgh Post-Gazette (en inglés). 28 de febrero de 2006. Consultado el 3 de abril de 2023.
51. ↑  «WNY's all-time high school basketball team». The Buffalo News/McClatchy - Tribune Business News (en inglés). 7 de marzo de 2009. Consultado el 3 de abril de 2023.
52. ↑  «North Allegheny's top scorer knows value of being a team player». Pittsburgh Tribune-Review (en inglés). 15 de diciembre de 2011. Consultado el 3 de abril de 2023.
53. ↑  «Curtis Aiken Jr.» (en inglés). Sports Reference. Consultado el 3 de abril de 2023.
54. ↑  «Two Pitt athletes play for the Steel City that raised them». Carlsbad (en inglés). 21 de octubre de 2020. Consultado el 2 de abril de 2023. «Both my parents went here, and I started to fall in love with Pitt during the recruiting process».
55. ↑  «LANCERS' HIGH-SCORING STANFIELD FORGING HOPES OF STEEL CITY COACH: DUQUESNE'S SCOTT EDGAR WANTED CHARLES STANFIELD IN 1995. NEXT SEASON, HE WILL HAVE HIM.». The Philadelphia Inquirer (en inglés). 7 de enero de 1997. Consultado el 3 de abril de 2023.
56. ↑  «Charles Stanfield» (en inglés). Sports Reference. Consultado el 3 de abril de 2023.
57. ↑  «DUQUESNE LANDS FIRST '97 RECRUIT AIKEN HELPS N.J. SENIOR DRAW LOOK: [TWO STAR Edition]». Pittsburgh Post-Gazette (en inglés). 22 de septiembre de 1996. Consultado el 3 de abril de 2023.